# (13668) Tanner
(13668) Tanner es un asteroide perteneciente al cinturón de asteroides, región del sistema solar que se encuentra entre las órbitas de Marte y Júpiter.
Fue descubierto el 28 de abril de 1997 por el equipo del proyecto Spacewatch desde el observatorio Nacional de Kitt Peak.

## Designación y nombre
Designado provisionalmente como 1997 HQ1, fue nombrado en honor de Roger Tanner (n. 1950) quien ha pasado los últimos ocho años en el Laboratorio Lunar y Planetario de la Universidad de Arizona diseñando y construyendo sistemas de imágenes para usar en varias misiones a Marte, como Mars Pathfinder, Beagle 2 y HiRISE. También es un ávido astrónomo aficionado que aspira a trabajar a nivel profesional.

## Características orbitales
(13668) Tanner está situado a una distancia media del Sol de 2,291 ua, pudiendo alejarse hasta 2,588 ua y acercarse hasta 1,995 ua. Su excentricidad es 0,130 y la inclinación orbital 3,944 grados. Emplea 1266,93 días en completar una órbita alrededor del Sol.

## Características físicas
La magnitud absoluta de (13668) Tanner es 15,02. 